# تريزا وودرف
تريزا ك.وودرف (بالإنجليزية: Teresa K. Woodruff)‏ هي باحثة طبية أمريكية في مجالي تكاثر الإنسان وعلم الأورام، وتحديداً في علم بيولوجيا المبايض، الغدد الصماء وصحة المرأة. تشغل تريزا وودرف منصب أستاذ في برنامج توماس ج. واتكينز، وهي نائب الرئيس للبحوث ورئيس قسم العلوم الإنجابية بقسم النساء والولادة بكلية فينبرغ للطب في جامعة نورث وسترن في شيكاغو، إلينوي.
أيضا وودرف هي عميد كلية الدراسات العليا وأستاذ في كلية ماكورميك للهندسة في جامعة نورث ويسترن في إيفانستون. ينسب لها الفضل في صياغة مصطلح «خصوبة الناجين من السرطان» وأسست اتحاد خصوبة الناجين من السرطان في مستشفى نورث ويسترن التذكاري، وهي أيضًا مؤسسة ورئيسة قسم الحفاظ على الخصوبة ومؤسسة ومديرة معهد أبحاث صحة المرأة في جامعة نورث وسترن.

## التعليم
حصلت وودرف على درجة بكالوريوس علوم في علم الحيوان والكيمياء من جامعة أوليفيه نازارين عام 1985. تم منحها جائزة «أو» عام 2016 والتي تقدم «لتكريم الخريجين الذين يمثلون سمات وقيم مكان دراستهم». أكملت دراستها العليا في جامعة نورث وسترن، وحصلت على درجة الدكتوراه في علم الأحياء الجزيئي والبيولوجيا الخلوية.

## مسار مهني

### بحوث بيولوجيا المبيض
أثناء دراستها العليا في معمل كيلي مايو في جامعة نورث وسترن عام 1986، استنسخت وودرف الأجزاء الفرعية للبروتين التي تشكل الهورمونات الببتيدية إنهيبين وأكتيفين. حصدت عن هذا العمل في عام 2000 جائزة فايتزمان لمجتمع الغدد الصماء، والتي تقدم إلى «باحث إكلينيكي شاب استثنائي وواعد لم يبلغ عمر الخمسين.»
بعد إتمامها للدكنوراه عام 1989، أكملت وودرف زمالة مابعد الدكتوراه في شركة جينينتك في جنوب سان فرانسيسكو بكاليفورنيا، حيث ساهمت في تطويركيفية قياس الإنهيبين والأكتيفين، الذي يتم استخدامهم اليوم في تشخيص متلازمة داون ولقياس احتياطي المبيض. وتم اطلاق لقب مخترعة عليها بناءاً على خمس براءات اختراع أثناء عملها في جينينتك. واصلت وودرف أبحاثها في فيسيولوجيا عمل الإنهيبين والأكتيفين في الغدة الدرقية ووظيفة المبايض في القوارض وتأثيرالإنهيبين والأكتيفين البشري في البدائيات.
عادت وودرف إلى جامعة نورث وسترن كعضو هيئة تدريس في عام 1995 لدراسة دوروتفاعلات الإنهيبين والأكتيفين في المحور النخامي الغدي التناسلي، وتحديد تنظيم تجميع الوحدات الفرعية ومعالجة الربيطات في المبيض، ودور الربيطات في تنظيم النظير الصماوي في تكوين الجريبات، ومسارات توصيل الإشارة الخاصة بهم في تنظيم الهورمون المنشط للحوصلة. بالتعاون مع تيودور جارديتزكي، توصلت لتركيب الأكتيفين مع مستقبله ومع الهورمون الرابط المحايد الحيوي فوليساتين. في عام 2015، استخدم مختبرها في أساليب حاسوبية لتصميم مضادات للأكتيفين صغيرة الجزيئات بناءً على تركيب الأكتيفين المرتبط بمستقبله.
اكتشفت وودروف دور الزنك في تنظيم نضج البويضات وفي لحظة الإخصاب باستخدام طرق تحليلية عنصرية أحادية الخلية في مختبر أرغون الوطني بالتعاون مع الكيميائي غير العضوي توم أوهلوران. باستخدام فلورية الأشعة السينية أحادية الخلية، وصفت وودرف وأوهاللوران ظاهرة «شرارة الزنك»، وهو حدث يتم خلاله فقدان 10 مليارات أيون زنك من البويضة. تم تسمية اكتشاف شرارة الزنك كواحدة من أفضل 100 قصة لمجلة ديسكفر لعام 2016.

### بحوث خصوبة الناجين من السرطان
في جامعة نورث وسترن، قامت وودرف بجهد تعاوني للغاية أسفرعن تطوير هلام يعمل كنظام دعم ثلاثي الأبعاد للتغليف في الزراعة المخبرية لجريب المبيض والبويضة الناضجة بداخله، (eIVFG). نتج عن هذه الدراسات الولادات الحية في الفئران، وقد سمي هذا العمل كأهم اختراقة للعقد 1998-2008 من قبل ناتشر ميديسين. تم استخدام طرق eIVFG في وقت لاحق لتطوير واختبار نظام مائعيات ميكروية يدعم دورات التكاثر لمدة 28 يومًا خارج الجسم الحي - «دورة المبيض في طبق». في 28 مارس 2017، أعلن فريقها عن إنشاء إيفاتار، وهو جهاز تناسلي أنثوي مصغريتكون من جريبات المبيض أو المبايض السليمة للفئران متصل مع ازدراعات بشرية من قنوات فالوب، رحم، وعنق الرحم مع خلايا كبدية لتوفير نظام تحكم أيضي للأنسجة. كما قامت وودرف وفريقها أيضًا مؤخرًا بإنشاء تركيبات صناعية مبيضية منزوعة الخلايا مطبوعة بطريقة ثلاثية الأبعاد كأعضاء بديلة للنساء اللواتي فقدن وظيفة الغدد التناسلية. تم اعتبار تطوير مبيض صناعي كواحد من أهم مئة اكتشاف لمجلة ديسكفر لعام 2018،  وتم الاعتراف بها كأفضل خمسة اختراقات طبية من قبل الأكاديمية الصينية للعلوم. كما حصلت من خلال عملها على الربط بين العلوم الأساسية والطب على جائزة هالو عام 2018.
عام 2006، قدمت وودفرد مصطلح «خصوبة الناجين من السرطان» لوصف تطبيقات عملها على تلبية احتياجات الخصوبة لصغار مرضى السرطان. وقد أصبحت «محور هذه الحركة منذ ذلك الحين».
في عام 2007، حصلت على منحة قدرها 21.5 مليون دولار من معاهد الصحة الوطنية الأمريكية وأنشأت بها اتحاد خصوبة الناجين من السرطان، وهو فريق متعدد التخصصات من أطباء الأورام، أخصائيين الخصوبة، علماء الاجتماع، المعلمين، وواضعي سياسات الرعاية الصحية للنساء المعرضات لخطر فقدان خصوبتهن بسبب علاج السرطان. كجزء من اتحاد خصوبة الناجين من السرطان، ساعدت وودرف في تشكيل الجمعية الوطنية للأطباء لتسهيل مشاركة بروتوكولات وتقنيات حفظ الخصوبة بين ممارسات الغدد الصماء التناسلية وضمان تلقي الأطباء والمرضى معلومات محدثة حول خيارات العلاج المتاحة.

### عمل تعليمي
تم تعيين وودرف مديرة معهد أبحاث صحة المرأة الذي تم تشكيله في جامعة نورث وسترن، حيث تتصدر المناصرة والتثقيف بشأن المساواة بين الجنسين في البحوث الطبية الحيوية، وخروج النساء من مجالات العلوم والتكنولوجيا والهندسة والرياضيات (STEM)، والحاجة إلى مزيد من المعرفة بمفاهيم العلوم الأساسية بين المرضى. كانت دعوتها للمساواة بين الجنسين في التجارب السريرية موضوع مقابلة عام 2014 مع ليزلي ستال في برنامج 60 دقيقة

### خدمات

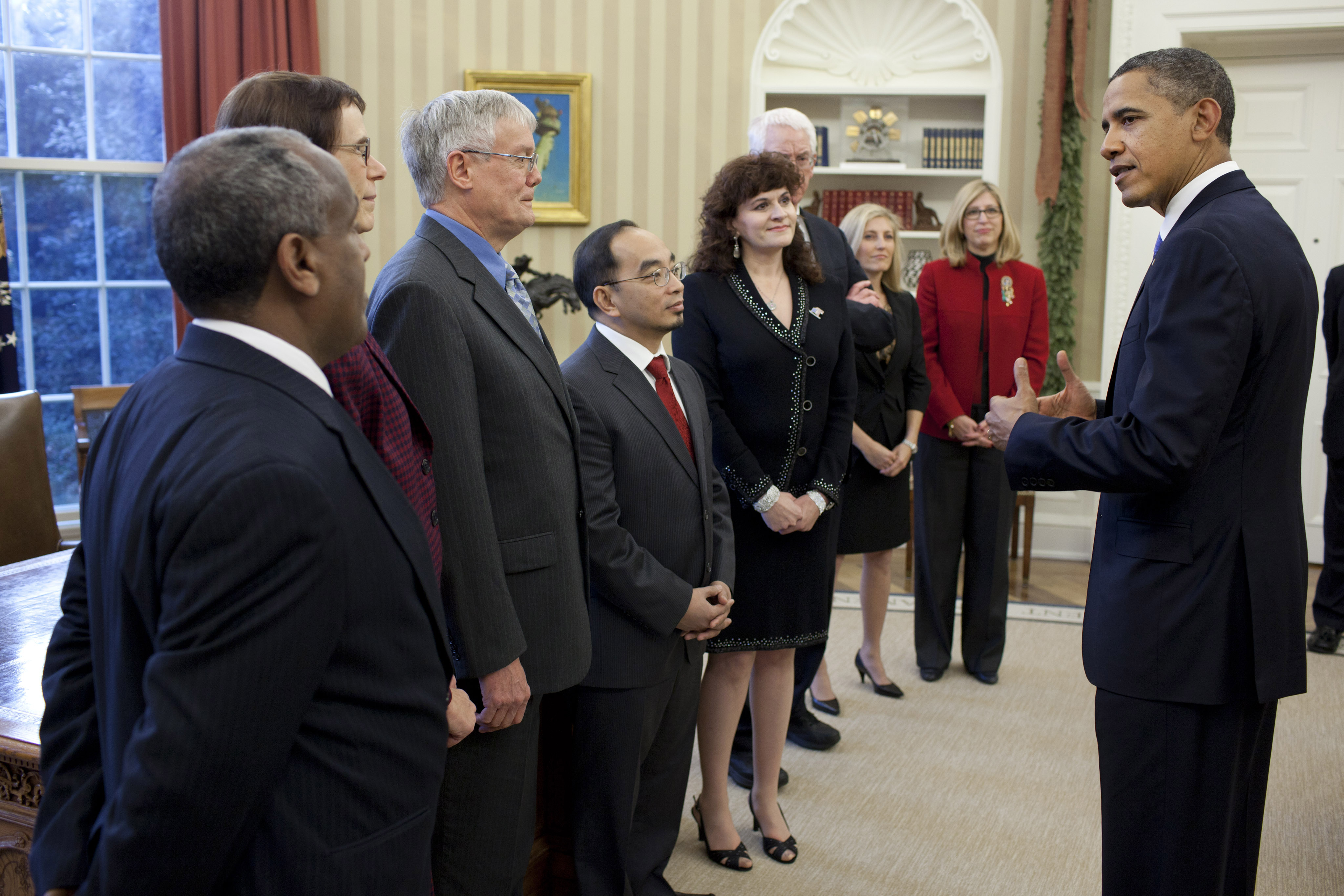
وودرف (على اليمين) مع الرئيس باراك أوباما ، تمثل المستفيد التنظيمي للجوائز الرئاسية للتميز في العلوم والرياضيات والهندسة لعام 2010